# استفانی پرت
استفانی پرت (به انگلیسی: Stephanie Pratt) با نام کامل استفانی لین پرت (به انگلیسی: Stephanie Lynn Pratt) (زاده ۱۱ آوریل ۱۹۸۶) شخصیت تلویزیونی و مدل آمریکایی است.
او خواهر اسپنسر پرت و خواهرشوهر هایدی مانتگ است.